# Itapetim
Itapetim är en kommun i Brasilien.   Den ligger i delstaten Pernambuco, i den östra delen av landet, 1 500 km nordost om huvudstaden Brasília. Antalet invånare är 13 882.
Omgivningarna runt Itapetim är huvudsakligen savann. Runt Itapetim är det glesbefolkat, med 16 invånare per kvadratkilometer.